# Serica wenchuanensis
Serica wenchuanensis är en skalbaggsart som beskrevs av Ahrens 2009. Serica wenchuanensis ingår i släktet Serica och familjen Melolonthidae. Inga underarter finns listade i Catalogue of Life.